# Majken Vange
Majken Vange (* 29. September 1975) ist eine ehemalige dänische Badmintonspielerin.

## Karriere
Majken Vange startete 2000 bei Olympia. Sie wurde dabei 17. im Doppel mit Ann Jørgensen. 1998 gewann sie Silber bei der Europameisterschaft, ein Jahr später Bronze bei der Weltmeisterschaft.

## Sportliche Erfolge
| Saison    | Veranstaltung                                    | Disziplin   | Platz | Name                                                  |
| --------- | ------------------------------------------------ | ----------- | ----- | ----------------------------------------------------- |
| 1989/1990 | Dänemark: Einzelmeisterschaften der Junioren U15 | Dameneinzel | 1     | Majken Vange, Højbjerg                                |
| 1991/1992 | Dänemark: Einzelmeisterschaften der Junioren U17 | Damendoppel | 1     | Majken Vange, Højbjerg / Gitte Jansson Ledøje         |
| 1991/1992 | Dänemark: Einzelmeisterschaften der Junioren U17 | Mixed       | 1     | Steen T. Poulsen, Horsens / Majken Vange, Højbjerg    |
| 1993/1994 | Dänemark: Einzelmeisterschaften der Junioren U19 | Damendoppel | 1     | Majken Vange, Højbjerg / Gitte Jansson, Ledøje-Smørum |
| 1993/1994 | Dänemark: Einzelmeisterschaften der Junioren U19 | Dameneinzel | 1     | Majken Vange, Højbjerg                                |
| 1994      | Dutch Juniors                                    | Damendoppel | 1     | Maiken Vange / Gitte Jansson                          |
| 1994      | Nordische Juniorenmeisterschaften                | Damendoppel | 1     | Maiken Vange / Gitte Jansson                          |
| 1995      | Portugal International                           | Damendoppel | 1     | Majken Vange / Mette Hansen                           |
| 1995      | Irish Open                                       | Damendoppel | 1     | Majken Vange / Pernille Harder                        |
| 1996      | Irish Open                                       | Mixed       | 1     | Jesper Larsen / Maiken Vange                          |
| 1996      | French Open                                      | Mixed       | 1     | Jesper Larsen / Majken Vange                          |
| 1996      | Austrian International                           | Damendoppel | 1     | Majken Vange / Pernille Harder                        |
| 1997      | Denmark Open                                     | Damendoppel | 1     | Ann Jørgensen / Majken Vange                          |
| 1998      | Hongkong Open                                    | Damendoppel | 3     | Ann Jørgensen / Majken Vange                          |
| 1998      | Swiss Open                                       | Damendoppel | 3     | Ann Jørgensen / Majke Vange                           |
| 1998      | Europameisterschaft                              | Damendoppel | 2     | Maiken Vange / Ann Jørgensen                          |
| 1999      | Weltmeisterschaft                                | Damendoppel | 3     | Ann Jørgensen / Majken Vange                          |
| 1999      | Taiwan Open                                      | Damendoppel | 3     | Ann Jørgensen / Majken Vange                          |
| 1999      | Swiss Open                                       | Damendoppel | 2     | Ann Jørgensen / Majken Vange                          |
| 1999      | Indonesian Open                                  | Damendoppel | 5     | Ann Jørgensen / Majken Vange                          |
| 2000      | Scottish Open                                    | Damendoppel | 1     | Pernille Harder / Majken Vange                        |
| 2001      | Indonesian Open                                  | Damendoppel | 5     | Majken Vange / Pernille Harder                        |
| 2001      | US Open                                          | Mixed       | 1     | Mathias Boe / Majken Vange                            |
| 2002      | Volant d’Or de Toulouse                          | Mixed       | 1     | Jonas Jensen / Majken Vange                           |
| 2003      | Dutch International                              | Mixed       | 2     | Jonas Glyager Jensen / Majken Vange                   |
| 2003      | Dutch International                              | Damendoppel | 1     | Majken Vange / Helle Nielsen                          |